# تو تری
تو تری (به لاتین: Tú Trĩ) یک منطقهٔ مسکونی در ویتنام است که در استان باک کان واقع شده‌است.